# Deutsche Geschichte in Quellen und Darstellung
Deutsche Geschichte in Quellen und Darstellung ist eine elfbändige Edition mit Quellen und Darstellungstexten zur deutschen Geschichte. Die Reihe wurde von Rainer A. Müller herausgegeben und ist im Reclam-Verlag in Stuttgart erschienen. Die Einzelbände wurden von anderen Herausgebern betreut.

## Gliederung
- Band 1: Frühes und hohes Mittelalter. 750–1250. Hrsg. von Wilfried Hartmann. Reclam, Stuttgart 1995, ISBN 3-15-017001-X.
- Band 2: Spätmittelalter. 1250–1495. Hrsg. von Jean-Marie Moeglin und Rainer A. Müller. Reclam, Stuttgart 2000, ISBN 3-15-017002-8.
- Band 3: Reformationszeit. 1495–1555. Hrsg. von Ulrich Köpf. Reclam, Stuttgart 2001, ISBN 3-15-017003-6.
- Band 4: Gegenreformation und Dreißigjähriger Krieg. 1555–1648. Hrsg. von Bernd Roeck. Reclam, Stuttgart 1996, ISBN 3-15-017004-4.
- Band 5: Zeitalter des Absolutismus. 1648–1789. Hrsg. von Helmut Neuhaus. Reclam, Stuttgart 1997, ISBN 3-15-017005-2.
- Band 6: Von der Französischen Revolution bis zum Wiener Kongreß. 1789–1815. Hrsg. von Walter Demel und Uwe Puschner. Reclam, Stuttgart 1995, ISBN 3-15-017006-0.
- Band 7: Vom Deutschen Bund zum Kaiserreich. 1815–1871. Hrsg. von Wolfgang Hardtwig und Helmut Hinze. Reclam, Stuttgart 1997, ISBN 3-15-017007-9.
- Band 8: Kaiserreich und Erster Weltkrieg. 1871–1918. Hrsg. von Rüdiger vom Bruch und Björn Hofmeister. Reclam, Stuttgart 2000, ISBN 3-15-017008-7.
- Band 9: Weimarer Republik und Drittes Reich. 1918–1945. Hrsg. von Heinz Hürten. Reclam, Stuttgart 1995, ISBN 3-15-017009-5.
- Band 10: Besatzungszeit, Bundesrepublik und DDR. 1945–1969. Hrsg. von Merith Niehuss und Ulrike Lindner. Reclam, Stuttgart 1998, ISBN 3-15-017010-9.
- Band 11:  Bundesrepublik und DDR. 1969–1990. Hrsg. von Dieter Grosser, Stephan Bierling und Beate Neuss. Reclam, Stuttgart 1996, ISBN 3-15-017011-7.